# Thế vận hội Mùa hè 2004
Thế vận hội Mùa hè 2004 (tiếng Hy Lạp: Θερινοί Ολυμπιακοί Αγώνες 2004, đã Latinh hoá: Theriní Olympiakí Agónes 2004), tên gọi chính thức là Thế vận hội lần thứ XXVIII (Αγώνες της 28ης Ολυμπιάδας, Agónes tis 28is Olympiádas), và được thương hiệu hóa chính thức là Athens 2004 (Αθήνα 2004), là một sự kiện thể thao đa môn quốc tế được tổ chức từ ngày 13 đến 29 tháng 8 năm 2004 tại Athens, Hy Lạp.
Kỳ Thế vận hội này có sự tham gia của 10.625 vận động viên, nhiều hơn khoảng 600 người so với dự kiến, cùng với 5.501 quan chức đội tuyển đến từ 201 quốc gia và vùng lãnh thổ, thi đấu ở 301 nội dung huy chương thuộc 28 môn thể thao khác nhau. Thế vận hội 2004 đánh dấu lần đầu tiên kể từ Thế vận hội Mùa hè 1996 mà tất cả các quốc gia có Ủy ban Olympic Quốc gia đều tham dự, đồng thời cũng là lần đầu tiên Athens tổ chức Thế vận hội kể từ kỳ Olympic hiện đại đầu tiên vào năm 1896, đánh dấu sự trở lại quê hương khai sinh của Olympic. Athens trở thành thành phố thứ tư tổ chức Thế vận hội Mùa hè hai lần, cùng với Paris, Luân Đôn và Los Angeles.
Các quốc gia Chile, Đài Bắc Trung Hoa, Cộng hòa Dominica, Gruzia và Israel giành được huy chương vàng Olympic đầu tiên trong lịch sử. Eritrea và Paraguay giành được huy chương Olympic đầu tiên. Các Tiểu vương quốc Ả Rập Thống nhất (UAE) cũng giành được huy chương đầu tiên và cũng là huy chương vàng đầu tiên tại kỳ đại hội này.

## Lựa chọn thành phố chủ nhà
Athens đã được chọn làm thành phố đăng cai trong Phiên họp lần thứ 106 của Ủy ban Olympic Quốc tế (IOC) tổ chức tại Lausanne, Thụy Sĩ vào ngày 5 tháng 9 năm 1997. Thủ đô Hy Lạp trước đó đã thất bại trong cuộc chạy đua giành quyền tổ chức Thế vận hội Mùa hè 1996 trước thành phố Atlanta của Hoa Kỳ, trong phiên họp thứ 96 của IOC diễn ra tại Tokyo, Nhật Bản vào ngày 18 tháng 9 năm 1990. Dưới sự chỉ đạo của Gianna Angelopoulos-Daskalaki, Athens tiếp tục nỗ lực lần nữa để giành quyền đăng cai Thế vận hội Mùa hè 2004. Sau khi dẫn đầu ở tất cả các vòng bỏ phiếu, Athens đã dễ dàng đánh bại Rome trong vòng bỏ phiếu thứ năm và cũng là cuối cùng.
Cape Town, Stockholm và Buenos Aires (thành phố này sau đó giành quyền đăng cai Thế vận hội Trẻ Mùa hè 2018 vào năm 2013), là ba thành phố khác lọt vào danh sách rút gọn của IOC nhưng đã bị loại trong các vòng bỏ phiếu trước đó. Sáu thành phố khác đã nộp hồ sơ ứng cử nhưng bị IOC loại vào năm 1996, gồm: Istanbul, Lille và Rio de Janeiro (thành phố này sau đó giành quyền đăng cai Thế vận hội Mùa hè 2016 vào năm 2009), San Juan, Seville, vàSaint Petersburg.
| Thành phố    | Quốc gia  | Vòng | Vòng    | Vòng | Vòng | Vòng |
| Thành phố    | Quốc gia  | 1    | Run-Off | 2    | 3    | 4    |
| ------------ | --------- | ---- | ------- | ---- | ---- | ---- |
| Athens       | Hy Lạp    | 32   | —       | 38   | 52   | 66   |
| Rome         | Ý         | 23   | —       | 28   | 35   | 41   |
| Cape Town    | Nam Phi   | 16   | 62      | 22   | 20   | —    |
| Stockholm    | Thụy Điển | 20   | —       | 19   | —    | —    |
| Buenos Aires | Argentina | 16   | 44      | —    | —    | —    |

## Các quốc gia tham dự
Tất cả các Ủy ban Olympic Quốc gia (NOC) ngoại trừ Djibouti đều tham gia Thế vận hội Athens. Có hai Ủy ban Olympic Quốc gia mới được thành lập kể từ năm 2000 và đã có màn ra mắt tại kỳ Thế vận hội này, đó là Kiribati và Đông Timor. Do đó, cùng với sự trở lại của Afghanistan (nước bị cấm tham gia Thế vận hội Mùa hè 2000), số quốc gia tham dự đã tăng từ 199 lên 201. Ngoài ra, Nam Tư đã đổi tên vào năm trước thành Serbia và Montenegro, đồng thời mã quốc gia cũng thay đổi từ YUG thành SCG; quốc gia này sẽ tan rã hai năm sau đó, khiến đây là kỳ Thế vận hội duy nhất họ tham dự dưới tên gọi mới này. Lá cờ mới của Gruzia cũng lần đầu tiên xuất hiện tại Thế vận hội, được giương lên trong lễ khai mạc vào ngày 13 tháng 8. Lá cờ này thay thế cho lá cờ hậu Xô Viết đã được sử dụng từ Thế vận hội Lillehammer 1994.
Trong bảng dưới đây, con số trong ngoặc đơn biểu thị số vận động viên mà mỗi NOC đóng góp.
| - Afghanistan (5) - Albania (7) - Algérie (63) - Samoa thuộc Mỹ (5) - Andorra (8) - Angola (31) - Antigua và Barbuda (9) - Argentina (156) - Armenia (19) - Aruba (4) - Úc (482) - Áo (101) - Azerbaijan (38) - Bahamas (41) - Bahrain (6) - Bangladesh (4) - Barbados (10) - Belarus (151) - Bỉ (62) - Belize (2) - Bénin (4) - Bermuda (10) - Bhutan (2) - Bolivia (7) - Bosna và Hercegovina (9) - Botswana (11) - Brasil (247) - Quần đảo Virgin thuộc Anh (1) - Brunei (1) - Bulgaria (165) - Burkina Faso (5) - Burundi (7) - Campuchia (4) - Cameroon (17) - Canada (262) - Cabo Verde (3) - Quần đảo Cayman (5) - Trung Phi (4) - Tchad (2) - Chile (56) - Trung Quốc (407) - Colombia (51) - Comoros (3) - Cộng hòa Dân chủ Congo (4) - Cộng hòa Congo (5) - Quần đảo Cook (3) - Costa Rica (20) - Bờ Biển Ngà (5) - Croatia (83) - Cuba (151) - Síp (20) | - Cộng hòa Séc (142) - Đan Mạch (92) - Djibouti (1) - Dominica (2) - Cộng hòa Dominica (33) - Ecuador (17) - Ai Cập (96) - El Salvador (8) - Guinea Xích Đạo (2) - Eritrea (4) - Estonia (44) - Ethiopia (28) - Fiji (10) - Phần Lan (62) - Pháp (317) - Gabon (6) - Gambia (2) - Gruzia (32) - Đức (479) - Ghana (29) - Anh Quốc (259) - Hy Lạp (441) (chủ nhà) - Grenada (5) - Guam (4) - Guatemala (18) - Guinée (3) - Guiné-Bissau (3) - Guyana (4) - Haiti (8) - Honduras (5) - Hồng Kông (32) - Hungary (219) - Iceland (26) - Ấn Độ (73) - Indonesia (38) - Iran (37) - Iraq (25) - Ireland (52) - Israel (36) - Ý (364) - Jamaica (47) - Nhật Bản (312) - Jordan (8) - Kazakhstan (114) - Kenya (46) - Kiribati (3) - CHDCND Triều Tiên (36) - Hàn Quốc (264) - Kuwait (29) - Kyrgyzstan (11) - Lào (5) | - Latvia (35) - Liban (8) - Lesotho (3) - Liberia (2) - Libya (8) - Liechtenstein (1) - Litva (59) - Luxembourg (10) - Macedonia (22) - Madagascar (8) - Malawi (4) - Malaysia (26) - Maldives (4) - Mali (23) - Malta (7) - Mauritanie (2) - Mauritius (9) - México (109) - Micronesia (5) - Moldova (33) - Monaco (3) - Mông Cổ (20) - Maroc (55) - Mozambique (4) - Myanmar (2) - Namibia (8) - Nauru (3) - Nepal (6) - Hà Lan (219) - Antille thuộc Hà Lan (3) - New Zealand (148) - Nicaragua (5) - Niger (4) - Nigeria (70) - Na Uy (52) - Oman (2) - Pakistan (26) - Palau (4) - Palestine (3) - Panama (4) - Papua New Guinea (4) - Paraguay (22) - Perú (9) - Philippines (16) - Ba Lan (208) - Bồ Đào Nha (91) - Puerto Rico (43) - Qatar (22) - România (108) - Nga (456) | - Rwanda (5) - Saint Kitts và Nevis (2) - Saint Lucia (2) - Saint Vincent và Grenadines (3) - São Tomé và Príncipe (2) - Samoa (3) - San Marino (5) - Ả Rập Xê Út (16) - Sénégal (16) - Serbia và Montenegro (87) - Seychelles (9) - Sierra Leone (2) - Singapore (16) - Slovakia (64) - Slovenia (79) - Quần đảo Solomon (2) - Somalia (2) - Nam Phi (106) - Tây Ban Nha (316) - Sri Lanka (8) - Sudan (4) - Suriname (4) - Eswatini (3) - Thụy Điển (115) - Thụy Sĩ (98) - Syria (6) - Đài Bắc Trung Hoa (87) - Tajikistan (9) - Tanzania (8) - Thái Lan (42) - Đông Timor (2) - Togo (3) - Tonga (5) - Trinidad và Tobago (19) - Tunisia (54) - Thổ Nhĩ Kỳ (53) - Turkmenistan (9) - Uganda (11) - Ukraina (239) - UAE (4) - Hoa Kỳ (536) - Uruguay (15) - Uzbekistan (70) - Vanuatu (2) - Venezuela (48) - Việt Nam (11) - Quần đảo Virgin thuộc Mỹ (6) - Yemen (3) - Zambia (6) - Zimbabwe (13) |

## Môn thể thao
Các môn thể thao tại Thế vận hội Mùa hè 2004 được liệt kê dưới đây. Theo quy định chính thức, có 301 nội dung thi đấu thuộc 28 môn thể thao, trong đó bơi lội, nhảy cầu, bơi nghệ thuật và bóng nước được Ủy ban Olympic Quốc tế (IOC) xếp vào cùng một môn là "thể thao dưới nước". Cuộc đua xe lăn là một môn thể thao biểu diễn. Lần đầu tiên trong lịch sử, đấu vật có hạng mục dành cho nữ và trong môn đấu kiếm, nữ vận động viên cũng lần đầu thi đấu nội dung kiếm chém. Vận động viên người Mỹ Kristin Heaston, người mở đầu vòng loại nội dung đẩy tạ nữ, đã trở thành người phụ nữ đầu tiên thi đấu tại di tích cổ Olympia.
Môn biểu diễn đua xe lăn là sự kiện kết hợp giữa Thế vận hội và Paralympic, cho phép một nội dung của Paralympic được tổ chức trong khuôn khổ Olympic, và mở ra khả năng trong tương lai cho người không khuyết tật cũng có thể tham gia đua xe lăn. Thế vận hội Paralympic Mùa hè 2004 cũng được tổ chức tại Athens, từ ngày 17 đến 28 tháng 9.
| \| - Môn thể thao dưới nước - Nhảy cầu (8) - - Bơi lội (32) - - Bơi nghệ thuật (2) - - Bóng nước (2) - Bắn cung (4) - Điền kinh (46) - Cầu lông (5) - Bóng chày (1) - Bóng rổ (2) - Quyền Anh (11) \| - Đua thuyền canoe - - Tốc độ (12) - Vượt chướng ngại vật (4) - Xe đạp - - Đường trường (4) - Lòng chảo (12) - Xe đạp địa hình (2) - Đua ngựa - - Cưỡi ngựa nghệ thuật (2) - Phối hợp ba môn (2) - Nhảy ngựa vượt rào (2) - Đấu kiếm (10) \| - Khúc côn cầu (2) - Bóng đá (2) - Thể dục dụng cụ - - Thể dục nghệ thuật (14) - Thể dục nhịp điệu (2) - Trampoline (2) - Bóng ném (2) - Judo (14) - Năm môn phối hợp hiện đại (2) - Chèo thuyền (14) - Thuyền buồm (11) - Bắn súng (17) \| - Bóng mềm (1) - Bóng bàn (4) - Taekwondo (8) - Quần vợt (4) - Ba môn phối hợp (2) - Bóng chuyền - - Bóng chuyền trong nhà (2) - Bóng chuyền bãi biển (2) - Cử tạ (15) - Vật - - Tự do (11) - Greco-Roman (7) \| | | | |
| - Môn thể thao dưới nước - Nhảy cầu (8) - - Bơi lội (32) - - Bơi nghệ thuật (2) - - Bóng nước (2) - Bắn cung (4) - Điền kinh (46) - Cầu lông (5) - Bóng chày (1) - Bóng rổ (2) - Quyền Anh (11) | - Đua thuyền canoe - - Tốc độ (12) - Vượt chướng ngại vật (4) - Xe đạp - - Đường trường (4) - Lòng chảo (12) - Xe đạp địa hình (2) - Đua ngựa - - Cưỡi ngựa nghệ thuật (2) - Phối hợp ba môn (2) - Nhảy ngựa vượt rào (2) - Đấu kiếm (10) | - Khúc côn cầu (2) - Bóng đá (2) - Thể dục dụng cụ - - Thể dục nghệ thuật (14) - Thể dục nhịp điệu (2) - Trampoline (2) - Bóng ném (2) - Judo (14) - Năm môn phối hợp hiện đại (2) - Chèo thuyền (14) - Thuyền buồm (11) - Bắn súng (17) | - Bóng mềm (1) - Bóng bàn (4) - Taekwondo (8) - Quần vợt (4) - Ba môn phối hợp (2) - Bóng chuyền - - Bóng chuyền trong nhà (2) - Bóng chuyền bãi biển (2) - Cử tạ (15) - Vật - - Tự do (11) - Greco-Roman (7) |

## Bảng huy chương
Đây là mười quốc gia giành được nhiều huy chương nhất tại Thế vận hội 2004.
| Hạng                | NOC                 | Vàng | Bạc | Đồng | Tổng số |
| ------------------- | ------------------- | ---- | --- | ---- | ------- |
| 1                   | Hoa Kỳ‡             | 36   | 39  | 26   | 101     |
| 2                   | Trung Quốc          | 32   | 17  | 14   | 63      |
| 3                   | Nga‡                | 28   | 26  | 36   | 90      |
| 4                   | Úc‡                 | 17   | 16  | 17   | 50      |
| 5                   | Nhật Bản‡           | 16   | 9   | 12   | 37      |
| 6                   | Đức‡                | 13   | 16  | 20   | 49      |
| 7                   | Pháp                | 11   | 9   | 13   | 33      |
| 8                   | Ý                   | 10   | 11  | 11   | 32      |
| 9                   | Hàn Quốc            | 9    | 12  | 9    | 30      |
| 10                  | Anh Quốc            | 9    | 9   | 12   | 30      |
| Tổng số (10 đơn vị) | Tổng số (10 đơn vị) | 181  | 164 | 170  | 515     |